# Livre I des Fables de La Fontaine
Le Livre I des Fables de La Fontaine fait partie du premier recueil de Fables de Jean de La Fontaine, publié en 1668. Composé de 22 fables en vers avec morale et d'une épître dédicatoire au Dauphin, âgé six ans et cinq mois, fils de Louis XIV et de Marie-Thérèse d'Autriche, il comporte des fables célèbres telles que La Cigale et la Fourmi, Le Corbeau et le Renard, La Grenouille qui se veut faire aussi grosse que le bœuf, Le Rat de ville et le Rat des champs, Le Loup et l'Agneau, La Mort et le Bûcheron.

## Tableau des sources desFables de La Fontaine: Livre I
| N° | Fables                                                       | Sources |
| -- | ------------------------------------------------------------ | --- |
| #  | À Monseigneur le Dauphin                                     | Prologue |
| 1  | La Cigale et la Fourmi                                       | Ésope : La Cigale et la Fourmi, la Fourmi et l'Escarbot ; au IIIe siècle, Aphthonios la reprend et en fait un exercice littéraire. |
| 2  | Le Corbeau et le Renard                                      | Ésope : Le Corbeau et le Renard ; Phèdre, traduit en français par Sacy en 1647. |
| 3  | La Grenouille qui se veut faire aussi grosse que le bœuf     | Phèdre (I, 24) ; Horace : Satires, II, 3, vers 314-320 ; Martial : Épigrammes, X, 79, vers 9-10 pour la moralité. |
| 4  | Les Deux Mulets                                              | Phèdre (III, 7 Les Mulets et les Voleurs). |
| 5  | Le Loup et le Chien                                          | Ésope : l'Âne sauvage et l'Âne domestique ; Phèdre, III, 7 ; Térence : Eunuchus. |
| 6  | La Génisse, la Chèvre, et la Brebis, en société avec le Lion | Phèdre (I, V) : La Vache, la Chèvre, la Brebis et le Lion. |
| 7  | La Besace                                                    | Avianus : La Guenon et Jupiter ; Baudoin l'écrit à son tour en français (Du Singe et de ses Enfants) ; Phèdre (IV, 10) pour l'image donnant son titre à la fable.                                                                                             |
| 8  | L'Hirondelle et les Petits Oiseaux                           | Ésope : l'Hirondelle et les Oiseaux ; Baudoin : De l'Arondelle et des autres Oiseaux, dans Fables, 1631. |
| 9  | Le Rat de ville et le Rat des champs                         | Aphtonius et auteur anonyme. Description du thème : Horace (Satires, II, 4 ; dans ce texte, Catius et Horace discutent de la mémoire ; Horace décrit par cœur une table particulièrement bien garnie).                                                        |
| 10 | Le Loup et l'Agneau                                          | Ésope ; Phèdre (I, 1) ; fable traduite en français pour les écoles de Port-Royal par Lemaistre de Sacy |
| 11 | L'Homme et son image                                         | pas de source connue ; dédiée à François, duc de La Rochefoucauld. Une autre fable lui est offerte : le Discours à M. de La Rochefoucauld (livre 10, fable 14) ; une autre est dédiée à sa nièce, Mlle de Sillery (Tircis et Amarante, Livre VIII, fable 13). |
| 12 | Le Dragon à plusieurs têtes et le Dragon à plusieurs queues  | Recueil de Facéties de Louis Garon (Le Chasse Ennuy ou l'Honnête Entretien des bonnes compagnies, édité à Lyon en 1600). |
| 13 | Les Voleurs et l'Âne                                         | Ésope : Le Lion et l'Ours ; Gilles Corrozet, en 1542 puis Guillaume Haudent en 1547 remplacent les premiers le lion, l'ours et l'âne d’Ésope par trois personnages humains.                                                                                   |
| 14 | Simonide préservé par les Dieux                              | Phèdre (IV, 24) ; Cicéron (De oratore) ; Quintilien Institution oratoire, très lu par La Fontaine (Epître à Huet) ; Valère Maxime (Faits et dits mémorables, I, VIII).                                                                                        |
| 15 | La Mort et le Malheureux                                     | Ésope : Vieillard et la Mort |
| 16 | La Mort et le Bûcheron                                       | |
| 17 | L'Homme entre deux âges et ses deux maîtresses               | Ésope : Le Grison et ses Maîtresses ; Phèdre : D’un Homme devenu chauve, II, 2. |
| 18 | Le Renard et la Cigogne                                      | Plutarque : Propos de table (I, 1), inspire Ésope ; Phèdre (I, 26). |
| 19 | L'Enfant et le Maître d'école                                | Saint Augustin (Lettre CLVII à saint Jérôme) ; Fable traduite en latin de Lokman (ou Luqman), sage de la tradition arabe préislamique ; Rabelais (Gargantua, I, XLII : Comment le moyne donne courage à ses compagnons et comment il pendit à un arbre).      |
| 20 | Le Coq et la Perle                                           | Phèdre (Livre III, 12). |
| 21 | Les Frelons et les Mouches à miel                            | Phèdre : Les Abeilles et le Bourdon jugés par la Guêpe (III, 2). |
| 22 | Le Chêne et le Roseau                                        | Ésope : Le Roseau et l'Olivier ; Aphthonios : La fable du Chêne et du Roseau. |

## Sources
- Yves Le Pestipon, Je plie et ne romps pas: Essai de lecture ininterrompue du livre I des Fables de La Fontaine, Presses universitaires de Rouen et du Havre, 3 octobre 2011 (ISBN 978-2-87775-945-8, lire en ligne)
- « Hervé Curat: La mesure des mots. Microscopie du Livre I des fables de La Fontaine. Genève-Paris: Droz, 2015 («Langues et cultures», 46). 687 p. - ProQuest », sur www.proquest.com (consulté le 13 avril 2024) (sur academic.oup.com)
- Philippe Chométy, « Yves Le Pestipon « Je plie et ne romps pas » : essai de lecture ininterrompue du livre I des Fables de La Fontaine », Littératures, no 67,‎ 3 janvier 2013 (ISSN 0563-9751, DOI 10.4000/litteratures.259, lire en ligne, consulté le 13 avril 2024)
- Jacques Lardoux, « Des allusions politiques dans le Livre I des Fables de La Fontaine », dans Les Figures du pouvoir, Presses universitaires d'Angers, 2008, 27-37 p. (ISBN 978-2915751-22-2, lire en ligne)